# رابطة الجامعات العربية والأوروبية
رابطة الجامعات العربية والأوروبية ( AEUA ) هي جمعية جامعية مقرها لاهاي ، هولندا . 
تشجع الروابط بين الجامعات الأوروبية والعربية . تم تأسيسها في عام 1998 من قبل مؤسسة لوتيا رباني  بهدف رئيسي إذا كان التعاون بين الجامعات في الدول العربية والأوروبية في الجامعة ، وأعضاء هيئة التدريس ، والإدارات. الهدف النهائي هو تنمية الموارد البشرية وتعزيز التفاهم بين الثقافات والتبادلات بين المجتمعات المدنية المعنية. في عام 2000 ، تم تأسيسها رسميًا بموجب القانون الهولندي بدعم من رابطة الجامعات العربية الموجودة في عمان بالأردن ورابطة الجامعات الأوروبية الموجودة في بروكسل ، بلجيكا . كل من هذه المنظمات لديها ممثلين في عضوية المجلس .